# 蒼柩のラピスラズリ
『蒼柩のラピスラズリ』（そうきゅうのラピスラズリ）は、あさのハジメによる日本のライトノベル。イラストは菊池政治が担当。MF文庫J（メディアファクトリー）より2012年9月から2014年4月まで刊行された。
メディアミックスとして、『月刊コミックアライブ』にて2013年6月号から2014年2月号まで吉岡公威によるコミカライズ版が連載された。

## あらすじ
高校生の辻峰冬夜は父親から唐突に、辻峰家の本家に挨拶に行ってくるように頼まれる。本家がある音原市に着くと冬夜はいきなり重騎士の鎧に襲われるが、冬夜を迎えに来た従姉妹の辻峰真由香に間一髪で助けられる。
本家で真由香や同じく従姉妹の辻峰梨央から、重騎士の鎧の正体が99あるウィッチクラフト（魔女の遺産）の1つであること、ウィッチクラフトを蒐集して封印することが辻峰家の裏家業であること、現在蒐集の役目を担っているのが真由香であることを聞かされる。さらに、冬夜の本家訪問が単なる挨拶ではなく、父親が作った5000万円の借金返済のために家事係として勝手に本家に売り飛ばされていたという驚愕の事実も判明する。
また、冬夜が誕生日プレゼントとして父親からもらって身に着けていたペンダントも実はウィッチクラフトであったため、封印することになる。
しかしペンダントを封印しようとした所、ウィッチクラフトを封印するためのウィッチクラフトであるラピスラズリが突然閃光を放ち、蒼い刻印の柩から女の子の姿に変化する。
こうして冬夜の、女の子3人との同居生活が始まるのであった。

## 登場人物

### 主要人物
辻峰 冬夜（つじみね とうや）
本作の主人公。高校1年生。父親の借金返済のために家事係として本家に売り飛ばされた。
先祖である魔女の血を濃く受け継いでおり、それがきっかけでラピスを目覚めさせる。幼い頃、目の前で母親が交通事故で亡くなり、亡くなる直前の遺言のせいで家族を守ることに固執していることから梨央に幾度も警告されている。また、セツナや七海にも固執していると言われている。
ウィッチクラフト「剣舞士の首飾り（ソードダンサー）」と「ラピスラズリ（蒼柩）」の二重所有者（ダブルホルダー）となる。
七海が自由を求めてラピスを殺そうとするが七海は一日猶予を与える代わりに梨央を人質に取った。しかしこのままでは梨央かラピスが殺されてしまう瀬戸際に、セツナから死んだはずのアリスが生存していると聞かされ、セツナが梨央を助けるために冬夜に条件付きでアリスと梨央の人質交換の提案をされ、それを飲んだ。しかし、条件というのが「お互いのウィッチクラフトを賭けた一対一の対決」であった。しかし最悪なことに「誰にも言わずに一人で来い」とのことで、最悪なことに対決場所に行く前にラピスに見つかり、対決することを認めなかった為、冬夜は所有者の権利を使いラピスを柩の姿に変え出かけてしまった。それに怒ったラピスは「剣舞士の首飾り（ソードダンサー）」を奪った。しかし「これからは家族を頼る」との条件付きで返してもらうことに成功した。
しかし、「剣舞士の首飾り（ソードダンサー）」は、一人で戦い抜く強さと意思を認め冬夜を所有者と認めていた。ラピスの提案を呑んだ冬夜は第二次魔女戦争（第二次ヴァルブルギス）の第2夜が始まる前に「剣舞士の首飾り（ソードダンサー）」に拒絶されてしまった。
「剣舞士の首飾り（ソードダンサー）」は真由香の方が一人で戦い抜く強さと意思が強いことを知り真由香を「剣舞士の首飾り（ソードダンサー）」の所有者と認めた。これでは第二次魔女戦争（第二次ヴァルブルギス）の戦力不足になると思い女の子以外が所有者になることを非道く嫌っている「月花氷刃（ダイヤモンドエッジ）」を一か八かでを手に取った。幸い「所月花氷刃（ダイヤモンドエッジ）」が冬夜を受け入れてくれたおかげで、冬夜は「月花氷刃（ダイヤモンドエッジ）」。真由香は「剣舞士の首飾り（ソードダンサー）」の所有者となった。このときの「月花氷刃（ダイヤモンドエッジ）」の残留思念が辻峰梨央であったため冬夜を受け入れてくれたのである。
ラピスラズリ
本作のヒロイン。遺産No.1のウィッチクラフト。
ウィッチクラフトとしては『ウィッチクラフトの封印』『ウィッチクラフトとの対話』という2つの能力を持つが、戦闘能力は無い。
蒼い刻印で飾られた柩の姿をしていたが、冬夜が近づいたことがきっかけで目覚め、女の子の姿になっている。身長は150センチ未満と小柄。
66年前に作られたが、50年間眠っていたため現在16歳。
魔女の遺言に従い、自身の所有者である冬夜にウィッチクラフト蒐集の協力を依頼する。
辻峰 真由香（つじみね まゆか）
冬夜の従姉妹で高校1年生。ウィッチクラフト「月花氷刃（ダイヤモンドエッジ）」の所有者であり、ウィッチクラフトの蒐集を1人で行っている。
3年前の事件で姉を守りきれなかったことを悔やんでおり、身近な人間が死ぬことに対する恐怖から自分以外の人間がウィッチクラフトに関わることを嫌がる。
剣術の才能はあまり無かったが、３年前の事件以来毎朝鍛錬を行った結果、かなりの腕前に上達している。幼い頃から冬夜に好意を抱いている。それがキッカケで冬夜のことを「兄さん」と呼ぶようになった。第二次魔女戦争（第二次ヴァルブルギス）の第２夜の前に冬夜の「剣舞士の首飾り（ソードダンサー）」の所有者になる。
辻峰 梨央（つじみね りお）
真由香の姉で高校2年生。3年前、セツナの暴走により命を落としたが、人工臓器のウィッチクラフト（欠陥品（ロストナンバー））「血核（ハートレス）」の力で蘇生した。呪印の下には人工臓器がある。又、欠陥品であるため激しい運動をするとハートレスが壊れて死んでしまう。
蘇生時の14歳で成長が止まっている。第二次魔女戦争（第二次ヴァルブルギス）第１夜に「血核（ハートレス）」が壊れ死んでしまう。
セツナ
3年前、偶然手に入れたウィッチクラフト「魔狼（フェンリル）」を制御できず、親友である梨央を殺してしまう。
その事件がきっかけでウィッチクラフトの存在を憎むようになり、ウィッチクラフトを狩り続けている。戦闘狂では無いが好戦的なところがある。
セツナはウィッチクラフトを狩るために辻峰に協力したりする。
梨央の仇である真由香に第6巻の終盤で奇襲をかけられ「魔狼（フェンリル）」の付けてある右手を切り落とされてしまう。「魔狼（フェンリル）」は身につけてないと魔力が発揮されないので驚異的な治癒力も発揮されずに袈裟斬りをされ大怪我を負ってしまう。
霧谷七海
霧谷家の当主であり遺産NO.2のウィッチクラフト　紅柩（ピジョンブラッド）である。魔女の遺灰からアリスを作り出した。
霧谷アリス
霧谷七海のメイドであり四銃奏（カルテット）の所有者。また彼女自身は魔女の遺灰からできた「遺灰人形（ウィッチドール）」である。

### その他
リリィ・ヴァレンタイン
中世ヨーロッパで生まれた魔女であり、ウィッチクラフトの作者。本作では「魔女」という単語はリリィのことを指す。
150年前に来日し、娘を2人産んだ。そのうちの1人が辻峰家に嫁いだため、リリィは冬夜たちの先祖ということになる。もう一人の娘は霧谷家に嫁いだ。
50年前に死亡。
冬夜の父親
フリーター兼ギャンブラー
競馬で作った5000万円の借金を返済するため、本家に冬夜を売り飛ばす。
誕生日プレゼントとして冬夜にウィッチクラフト「ソードダンサー」を与えるが、入手経緯は不明。

## 用語
ウィッチクラフト
日本語名は『魔女の遺産』。魔女から血液を与えられたことにより魔力を持った、99のアンティーク。元々は、魔女が困っている身近な人に貸し出すために作られた道具であり、それぞれが特殊な能力を持っている。
『遺産No.』と呼ばれる数字が付けられている。数字が小さいほど多くの血液を与えられており、魔力が強い。
99のウィッチクラフトを全て蒐集すると、どんな願いでも1つだけかなえることができる。
通常、1人1つしか所有できない。
IX（ノウェム）
一桁の番号を持つウィッチクラフト。
魔女から与えられた血液の量が多いため、他のウィッチクラフトとは魔力の強さが別格。又、大抵が2つの能力を持っている。
音原市（おとはらし）
辻峰家の本家がある、人口10万人ほどの地方都市。しかし人口10万人という情報はかなり昔のもので現在は詳細不明。都心から電車で行ける距離にあり、海に面している。
魔女による結界が張られているため、ウィッチクラフトは音原市の外に持ち出すことができない。
辻峰家（つじみねけ）
過去に魔女の娘の1人が嫁いだ家。音原市ではかなりの名家。
50年前に魔女が死んで以来、裏稼業として街に散らばったウィッチクラフトを蒐集している。
霧谷家（きりやけ）
魔女の娘のもう1人が嫁いだ家。もともと2人の娘は仲が悪かった影響で、両家の仲も現在に至るまで険悪。
辻峰家と同じく裏稼業としてウィッチクラフトを蒐集していたが、3年前のセツナ暴走事件で甚大な被害が出たため活動停止中。
灰原家（はいばらけ）
辻峰家や霧谷家の様に魔女の血を引いてるわけでは無いが先祖代々両家に協力してくれている家系。音原市にはウィッチクラフトのせいで都市伝説めいたゴシップが多いがその中から、信憑性の高いものを選んで両家に渡す又ウィッチクラフトの起こした事件等を隠蔽する仕事をしている。お金を渡せば相手方の情報をくれる何でも屋。しかし立場的には絶対中立。

## 既刊一覧

### 小説
- あさのハジメ（著）・菊池政治（イラスト）、メディアファクトリー〈MF文庫J〉、全7巻
  1. 2012年9月30日初版第一刷発行（9月25日発売[1]）、ISBN 978-4-8401-4822-1
  2. 2013年1月31日初版第一刷発行（1月25日発売[2]）、ISBN 978-4-8401-4964-8
  3. 2013年4月30日初版第一刷発行（4月25日発売[3]）、ISBN 978-4-8401-5159-7
  4. 2013年7月31日初版第一刷発行（7月25日発売[4]）、ISBN 978-4-8401-5250-1
  5. 2013年10月31日初版第一刷発行（10月25日発売[5]）、ISBN 978-4-0406-6026-4
  6. 2014年1月31日初版第一刷発行（1月24日発売[6]）、ISBN 978-4-0406-6214-5
  7. 2014年4月30日初版第一刷発行（4月25日発売[7]）、 ISBN 978-4-04-066714-0

### 漫画
- 吉岡公威（作画）・あさのハジメ（著）・菊池政治（キャラクター原案） 『蒼柩のラピスラズリ』 メディアファクトリー〈MFコミックス アライブ〉、全2巻
  1. 2013年10月31日初版第一刷発行（10月23日発売[8]）、ISBN 978-4-8401-5339-3
  2. 2014年1月31日初版第一刷発行（1月23日発売[9]）、ISBN 978-4-0406-6247-3